# Ashley Cooper
Ashley John Cooper (Melbourne, 15 settembre 1936 – 22 maggio 2020) è stato un tennista australiano.

## Carriera
Nel 1957 vince il suo primo titolo in singolo dello Slam all'Australian Open contro Neale Fraser e insieme a quest'ultimo vince il doppio maschile agli US Open. Il 1958 è il suo anno migliore, entra a far parte di quel gruppo ristretto di tennisti (10) che sono riusciti a vincere tre titoli dello Slam in una stagione.
Vince in Australia, a Wimbledon e agli Us Open ma in Francia si ferma in semifinale contro Luis Ayala perdendo così l'occasione di completare il Grande Slam. Ha partecipato alla Coppa Davis con l'Australia vincendo il trofeo nel 1956 e nel 1957.
È stato in testa alla classifica nel 1957 e nel 1958 prima di passare tra i professionisti nel 1959. Nel 2007 è stato insignito dell'Officer of the Order of Australia (AO) per il suo impegno nel tennis. È stato inserito nella International Tennis Hall of Fame nel 1991.

## Finali del Grande Slam

### Vinte (4)
| Anno | Torneo                       | Avversario in finale | Risultato                |
| 1957 | Australian Championships     | Neale Fraser         | 6-3, 9-11, 6-4, 6-2      |
| 1958 | Australian Championships (2) | Malcolm Anderson     | 7-5, 6-3, 6-4            |
| 1958 | Wimbledon                    | Neale Fraser         | 3-6, 6-3, 6-4, 13-11     |
| 1958 | U.S. Championships           | Malcolm Anderson     | 6-2, 3-6, 4-6, 10-8, 8-6 |

### Perse (2)
| Anno | Torneo             | Avversario in finale | Risultato      |
| 1957 | Wimbledon          | Lew Hoad             | 2-6, 1-6, 2-6  |
| 1957 | U.S. Championships | Malcolm Anderson     | 8-10, 5-7, 4-6 |